# Даниел-Джонсон
Да́ниел-Джо́нсон (англ. Daniel-Johnson Dam, фр. Barrage Daniel-Johnson) — плотина на реке Маникуаган (впадает в залив Святого Лаврентия), расположенная в Квебеке, Канада.
Площадь составляет 1950 км², объём — 141,9 км³ в год. Водохранилище было открыто в 1970 году для целей энергетики, судоходства и борьбы с наводнениями. В зоне подпора располагаются озёра Мушалаган и Маникуаган. Последнее имеет очертания почти правильного кольца с крупным круглым островом Рене-Левассёр посередине.